# Jurica Siljanoski
Jurica Siljanoski (in macedone Јурица Сиљановски?; Ocrida, 30 dicembre 1973) è un ex calciatore macedone, di ruolo attaccante.